# Michail Sergeevič Bojarskij
Michail Sergeevič Bojarskij (in russo Михаил Сергеевич Боярский?; Leningrado, 26 dicembre 1949) è un attore e cantante russo, Artista del popolo della RSFS Russa nel 1990.
Dalla moglie Larisa Luppian ha avuto due figli, Sergej ed Elizaveta.

## Filmografia parziale

### Cinema
- Il lupo del rock'n roll (Ma-ma), regia di Elisabeta Bostan (1976)
- Il vascello volante (Letučij korabl'), regia di Garri Bardin (1979) - voce
- Anima (Duša), regia di Aleksandr Stefanovič (1981)
- Tamožnja, regia di Aleksandr Muratov (1982)
- Čelovek s bul'vara Kapucinov, regia di Alla Surikova (1987)
- Vivat, gardemariny! (Виват, гардемарины!), regia di Svetlana Družinina (1991)
- Vozvraščenie mušketërov, ili Sokrovišča kardinala Mazarini, regia di Georgij Jungvald-Chilkevič (2009)
- Taras Bulba (Тарас Бульба), regia di Vladimir Bortko (2009)

### Televisione
- Staršij syn, regia di Vitalijy Melnikov - film TV (1976)
- Sobaka na sene, regia di Jan Frid - film TV (1978)
- D'Artanjan i tri mušketëra - miniserie TV (1979)
- Uznik zamka If - miniserie TV (1988)
- Sčastlivyj - miniserie TV (2005)